# Dmitri Prúdnikov
Dmitri Prúdnikov (en ruso: Дмитрий Сергеевич Прудников; Krasnoturyinsk, URSS, 6 de enero de 1988) es un futbolista ruso, jugador de fútbol sala. Juega como defensor en el Dina Moscú, y en la Selección Rusa de fútbol sala.
Maestro emérito del deporte de Rusia (a partir del 27 de marzo de 2012[1]).

## Biografía
Hasta la edad de catorce años Prúdnikov se había entrenado en una escuela de su ciudad natal. Pero después le notó el club principal de la región, VIZ-Sinara. Prúdnikov se trasladó a Ekaterimburgo. Jugaba en el VIZ-Sinara durante nueve años. En la temporada  2008/09 ganó su primer título del campeón. Dmitri fue un miembro importante del equipo de campeones, y fue nombrado el mejor delantero del Campeonato nacional. Lo mismo repitió en la siguiente temporada. En 2008 Prúdnikov también fue nombrado el mejor futbolista joven del mundo (del año previo) por UMBRO Futsal Awards.
En enero de 2011 Prúdnikov fue un héroe del partido amistoso contra la selección brasileña. Haciendo un doble, trajo la primera victoria contra los brasileños al equipo ruso. Aunque VIZ-Sinara no ganó el Campeonato nacional, Prúdnikov fue nombrado el mejor jugador del Campeonato.
En 2013 se trasladó al Dina Moscú.

## Clubes
| Club       | País  | Año       |
| ---------- | ----- | --------- |
| Sinara     | Rusia | 2004-2013 |
| Dina Moscú | Rusia | 2013-     |

## Palmarés
•	Plata en el Campeonato europeo de fútbol sala  2012
•	Copa de la UEFA de fútbol sala 2007/08
•	Campeón de Rusia de fútbol sala (3): 2009, 2010, 2014
•	Copa de Rusia de fútbol sala 2007
•	Semifinalista del Campeonato mundial de fútbol sala 2008
•	Ganador del Campeonato europeo juvenil 2008

### Distinciones individuales
•	El mejor jugador del Campeonato nacional 2011
•	El mejor delantero del Campeonato nacional  (2): 2009, 2010